# Difesa Robatsch
La difesa Robatsch, nota anche come difesa moderna (ma da non confondere con la difesa moderna - Averbakh), è un'apertura degli scacchi caratterizzata dalle mosse:
1. e4 g6
2. d4 Ag7

Pregio e difetto di questa apertura è la estrema varietà e mutevolezza (anche nel nome).
Prende il nome dallo scacchista austriaco Karl Robatsch.

## Analisi
Presenta alcune analogie con la difesa Pirc, ma, a differenza di questa, il cavallo g8 non viene subito sviluppato in f6, anzi molto spesso entra in gioco da h6 o da e7, proprio per non chiudere la diagonale dell'Ag7. Di regola il Bianco occupa tutto il centro con i pedoni, avanzando a volte anche il pedone f2 in f4. Il Nero deve reagire energicamente per non essere soffocato. Per molto tempo la difesa moderna è stata considerata una difesa irregolare e solo nella seconda metà del XX secolo è stata studiata estesamente e giocata a tutti i livelli: il contributo più significativo alla sua diffusione è stata opera di alcuni fortissimi GM inglesi.

## Varianti
Alcune linee di gioco sono:
- 3.Cc3 c6 4.f4 d5 5.e5 h5 (variante Gurgenidze)
- 3.Cc3 d6 4.Cf3 c6 5.Ae2 Cd7 6.0-0 Dc7 7.a4 Cgf6 8.Ae3 0-0 9.Dd2 a5 10.h3 Cb6 11.Tfe1 Ad7 (variante Suttles)
- 3.Cf3 d6 4.c3 Cd7 5.Ae2 e6 6.0-0 Ce7 (variante dell'ippopotamo)
- 3.f4 (variante 3 pedoni)